# 陶然成
陶然成（1970年6月1日—），中國江苏人，足球裁判，隶属上海体育局。上海体育学院球类系足球专业毕业，毕业后留校任教。2001赛季作为助理裁判曾执法多轮甲B联赛。 2002赛季开始执法甲A联赛及后来的中超联赛。2006年取得国际级主裁判称号。他所执法的比赛有亚洲杯、东盟足球锦标赛、世界杯预选赛。同时他也是一名中超联赛裁判。陶然成在2013年进入中国足协裁委会，参与裁委会管理及国内赛事裁判员选派工作。惟其裁判生涯争议不断。

## 争议
- 2002年3月9日其第一次执法甲A联赛：山东鲁能主场对四川大河的比赛。赛后，有媒体爆出主裁判陶然成在济南“吃请宴、洗桑拿、找小姐”，随后又被中国足协急召进京“问话”。第一次执法甲A联赛的陶然成就这样成了焦点，并落了个“桑拿裁判”的名声。[5]

- 2012年4月同北京国安的比赛结束后，辽宁宏运门将张鹭在自己的微博上透露了本场比赛的一个细节：在赛前热身时，负责执法本场比赛的主裁判陶然成主动找到张鹭，就去年辽足客战杭州绿城时的一个误判点球向其道歉。张鹭所指的这场比赛，是2011赛季中超第19轮，辽宁宏运客场挑战杭州绿城。比赛进行到第54分钟，绿城队外援拉米雷斯单刀面对张鹭，张鹭在先触到球的情况下与对方同时倒在禁区里。结果陶然成判罚点球，同时向张鹭出示黄牌。赛后通过慢镜头，能够看出这是一个误判。时隔8个月，陶然成再次执法辽宁队的比赛，主动找到张鹭道了歉。[6]

- 2013年7月14日在江苏舜天与广州恒大比赛中任第四官员的陶然成赛后被球迷爆料“喝酒”。陶然成被江苏球迷拍到被其一辆粤A牌照的别克商务车送回酒店，并且满身酒气，而陶然成还要执法次日的预备队比赛。其与球迷的对话亦被爆出。[7]事后足协官员发声称，陶然成喝酒係因天热，粤牌车則是赞助商提供。[8]